# Nils Körber
Nils-Jonathan Körber (Berlin, 1996. november 13. –) német utánpótlás-válogatott labdarúgó, aki jelenleg a Hertha BSC játékosa. Testvére, Niklas Körber szintén labdarúgó, aki a Hertha BSC II játékosa.

## Statisztika
2015. augusztus 21. szerint.
| Klub          | Szezon   | Bajnokság | Bajnokság | Kupa  | Kupa | Nemzetközi | Nemzetközi | Összesen | Összesen |
| Klub          | Szezon   | Mérk.     | Gól       | Mérk. | Gól  | Mérk.      | Gól        | Mérk.    | Gól      |
| ------------- | -------- | --------- | --------- | ----- | ---- | ---------- | ---------- | -------- | -------- |
| Hertha BSC II | 2013–14  | 0         | 0         | 0     | 0    | -          | -          | 0        | 0        |
| Hertha BSC II | 2014–15  | 5         | 0         | 0     | 0    | -          | -          | 5        | 0        |
| Hertha BSC II | 2015–16  | 2         | 0         | 0     | 0    | -          | -          | 2        | 0        |
| Hertha BSC II | Összesen | 7         | 0         | 0     | 0    | 0          | 0          | 7        | 0        |
| Összesen      | Összesen | 7         | 0         | 0     | 0    | 0          | 0          | 7        | 0        |